# Alangulam
Alangulam é uma panchayat (vila) no distrito de Virudhunagar, no estado indiano de Tamil Nadu.

## Geografia
Alangulam está localizada a 8° 52′ N, 77° 30′ L. Tem uma altitude média de 127 metros (416 pés).

## Demografia
Segundo o censo de 2001,  Alangulam  tinha uma população de 4965 habitantes. Os indivíduos do sexo masculino constituem 51% da população e os do sexo feminino 49%. Alangulam tem uma taxa de literacia de 77%, superior à média nacional de 59.5%; com 57% para o sexo masculino e 43% para o sexo feminino. 8% da população está abaixo dos 6 anos de idade.